# Austra
Austra – kanadyjska grupa z pogranicza electro-popu i new wave. Na jej czele stoi wokalistka pochodzenia łotewskiego Katie Stelmanis

## Skład zespołu
- Katie Stelmanis – wokal, wiolonczela, fortepian
- Maya Postepski – perkusja
- Dorian Wolf – gitara basowa

## Historia
Katie Stelmanis w szkole uczyła się klasycznego śpiewu operowego, grywała też na wiolonczeli i pianinie, jednak jako nastolatka zakochała się w muzyce Nine Inch Nails, Kate Bush i Björk. Przetarcie na muzycznej scenie zdobywała poprzedzając występy CocoRosie i gościnnie wspierając grupę Fucked Up na krążku “The Chemistry Of Common Life”. Producentem debiutanckiej płyty Austry zatytułowanej “Feel It Break” jest Damian Taylor (Björk, The Prodigy, UNKLE). Krążek ukazał się w Polsce w maju 2011 nakładem Domino/Isound Labels. Płytę promuje teledysk do utworu “Beat and the Pulse”
Nazwę zespołu zapożyczono od bałtyjskich mitów polarnych gdzie Austra to bogini zorzy polarnej i światła.
W plebiscycie Spinner na 25 najciekawszych kobiecych artystek na muzycznej scenie, Katie Stelmanis, liderka Austry, uplasowała się na 14. miejscu – wyżej niż Alice Glass z Crystal Castles, Janelle Monáe czy Florence Welch (Florence and the Machine).

## Dyskografia

### Single
- "Beat and the Pulse" (2010)
- "Lose It" (2011)
- "Spellwork" (2011)
- "Home" (2013)
- "Painful Like" (2013)
- "Forgive Me" (2013)
- "Hurt Me Now" (2014)
- "Habitat" (2014)
- "American Science" (2014)
- "Utopia" (2016)
- "Future Politics" (2016)
- "I Love You More Than You Love Yourself" (2017)

### Albumy studyjne
- "Feel It Break" (2011)
- "Olympia" (2013)
- "Future Politics" (2017)